# Brandsen (localidade)
Brandsen é uma localidade do partido de Brandsen, da Província de Buenos Aires, na Argentina. Possui uma população estimada em 16.732 habitantes (INDEC 2001).